# 巴莱松
巴莱松（法語：Ballaison，法語發音：[balɛzɔ̃]）是法国上萨瓦省的一个市镇，属于托农莱班区。

## 地理
巴莱松（46°17'57"N, 6°19'45"E）面积13.3 平方千米，位于法国奥弗涅-罗讷-阿尔卑斯大区上萨瓦省，该省份为法国东部省份，历史上为薩伏依的一部分，北与瑞士接壤，西接安省，南至萨瓦省，东与瑞士和意大利接壤。
与巴莱松接壤的市镇（或旧市镇、城区）包括：邦斯昂沙布莱、杜韦讷、卢瓦桑、马松日、锡耶。

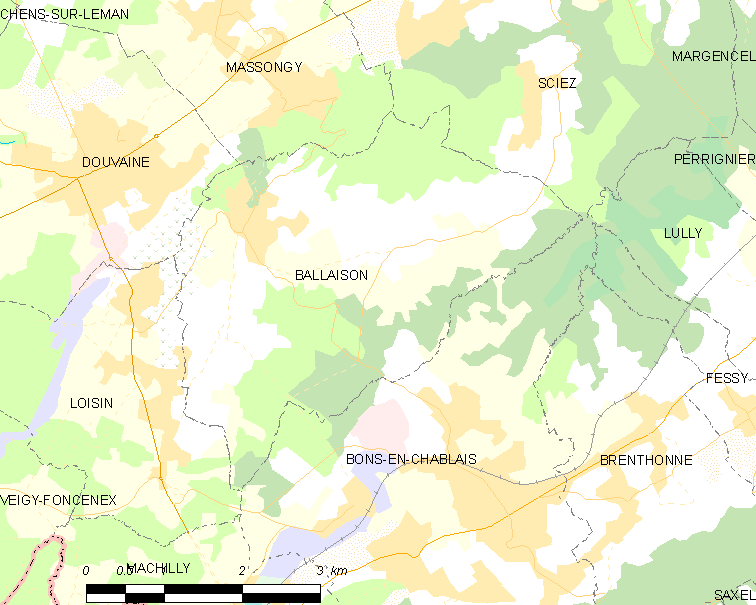
巴莱松的OSM定位图

巴莱松的时区为UTC+01:00、UTC+02:00（夏令时）。

## 行政
巴莱松的邮政编码为74140，INSEE市镇编码为74025。

## 政治
巴莱松所属的省级选区为锡耶县。

## 人口

1962-2008年间巴莱松人口变化图示

巴莱松于2022年1月1日时的人口数量为1475人。